# Lamon Brewster
Lamon Tajuan Brewster (* 5. Juni 1973 in Indianapolis, Indiana) ist ein ehemaliger US-amerikanischer Schwergewichtsboxer, dessen Profikarriere von November 1996 bis Januar 2010 andauerte. Am 10. April 2004 gewann er den vakanten WBO-Weltmeistertitel durch einen vorzeitigen Sieg gegen Wladimir Klitschko und verteidigte den Gürtel anschließend jeweils gegen Kali Meehan, Andrzej Gołota und Luan Krasniqi, ehe er diesen am 1. April 2006 durch eine Punktniederlage an Sjarhej Ljachowitsch verlor. 

## Amateurkarriere
Brewster gewann 1995 im Schwergewicht die US-Meisterschaften in Colorado Springs und in Portland das Qualifikationsturnier zur Teilnahme an den Panamerikanischen Spielen 1995 in Mar del Plata, wo er nach einer Finalniederlage gegen den Kubaner Félix Savón die Silbermedaille erkämpfte. Nach seinem Ausscheiden beim US-Olympiaqualifikationsturnier 1996 in Oakland wechselte er in das Profilager. Während seiner Amateurkarriere wurde er unter anderem von Willie Gault trainiert.

## Profikarriere
Der im Laufe seiner Karriere von Bill Slayton, Shadeed Suluki, Jesse Reid sowie Buddy McGirt trainierte Brewster bestritt sein Profidebüt im November 1996 und blieb in 23 Kämpfen ungeschlagen, ehe er im Jahr 2000 jeweils nach Punkten gegen Clifford Etienne und Charles Shufford unterlag.
Am 2. Februar 2002 siegte er durch TKO gegen Nate Jones und wurde dadurch Nordamerikameister der NABO, wobei er den Titel im Dezember desselben Jahres durch TKO gegen Tommy Martin verteidigen konnte. Von der WBO auf Platz 2 der Weltrangliste gesetzt konnte er dann am 10. April 2004 im Alter von 31 Jahren gegen den auf Platz 1 gesetzten Ukrainer Wladimir Klitschko zum Kampf um den von Corrie Sanders niedergelegten WBO-Weltmeistertitel antreten und gewann den Kampf in Las Vegas überraschend durch TKO in der fünften Runde. Im Anschluss konnte Brewster den Titel nach Punkten gegen den Neuseeländer Kali Meehan, sowie jeweils durch TKO gegen den Polen Andrzej Gołota und den Deutschen Luan Krasniqi verteidigen. Sein Kampf gegen Gołota, welcher nur 52 Sekunden dauerte, ging als einer der kürzesten Schwergewichtstitelkämpfe in die Boxgeschichte ein. Den WBO-Titel verlor er schließlich in seiner vierten Verteidigung am 1. April 2006 nach Punkten an den von der WBO auf Platz 13 gesetzten Belarussen Sjarhej Ljachowitsch.
Nach einer Augenoperation aufgrund einer Netzhautablösung konnte Brewster erst am 7. Juli 2007 in den Ring zurückkehren und boxte als IBF-Pflichtherausforderer gegen den Titelträger Wladimir Klitschko, verlor diesmal jedoch in Köln durch Aufgabe seiner Ringecke nach der sechsten Runde. Nach einer weiteren Auszeit von über einem Jahr gab er im August 2008 ein Comeback und gewann gegen Danny Batchelder und Michael Sprott, ehe er im August 2009 nach Punkten gegen Gbenga Oluokun verlor. Seinen nächsten und zugleich letzten Kampf verlor er am 30. Januar 2010 in Neubrandenburg durch TKO gegen Robert Helenius.
Aufgrund einer Erblindung des linken Auges und vier erfolglosen Operationen verkündete er 2011 seinen Rücktritt.

## Liste der Profikämpfe
| 41 Kämpfe, 35 Siege (30 K.-o.-Siege), 6 Niederlagen (2 K.-o.-Niederlagen), 0 Unentschieden, 0 No Contests | 41 Kämpfe, 35 Siege (30 K.-o.-Siege), 6 Niederlagen (2 K.-o.-Niederlagen), 0 Unentschieden, 0 No Contests | 41 Kämpfe, 35 Siege (30 K.-o.-Siege), 6 Niederlagen (2 K.-o.-Niederlagen), 0 Unentschieden, 0 No Contests | 41 Kämpfe, 35 Siege (30 K.-o.-Siege), 6 Niederlagen (2 K.-o.-Niederlagen), 0 Unentschieden, 0 No Contests | 41 Kämpfe, 35 Siege (30 K.-o.-Siege), 6 Niederlagen (2 K.-o.-Niederlagen), 0 Unentschieden, 0 No Contests |
| Jahr | Tag | Ort | Gegner | Ergebnis für Brewster                                                                                     |
| --- | --- | --- | --- | --- |
| 1996 | 8. November                                                                                               | Arizona Charlie's, Las Vegas, USA                                                                         | Moses Harris Profidebüt                                                                                   | Sieg / KO 1. Runde                                                                                        |
| 1996 | 29. November                                                                                              | Roanoke Civic Center, Roanoke (Virginia), USA                                                             | Sean Fink                                                                                                 | Sieg / KO 1. Runde                                                                                        |
| 1996 | 17. Dezember                                                                                              | Pikesville Armory, Pikesville (Maryland), USA                                                             | Greg McGhee                                                                                               | Sieg / KO 2. Runde                                                                                        |
| 1996 | 28. Dezember                                                                                              | Irvine (Kalifornien), USA                                                                                 | Fabian Meza                                                                                               | Sieg / KO 1. Runde                                                                                        |
| 1997 | 9. Januar                                                                                                 | Beverly Hills, USA                                                                                        | Ronnie Smith                                                                                              | Sieg / TKO 3. Runde                                                                                       |
| 1997 | 31. Januar                                                                                                | Great Western Forum, Inglewood, USA                                                                       | Trent Surratt                                                                                             | Sieg / KO 1. Runde                                                                                        |
| 1997 | 6. Februar                                                                                                | Beverly Hills, USA                                                                                        | Tim Knight                                                                                                | Sieg / KO 1. Runde                                                                                        |
| 1997 | 6. März                                                                                                   | Convention Center, Asbury Park, USA                                                                       | Mark Johnson                                                                                              | Sieg / KO 1. Runde                                                                                        |
| 1997 | 8. April                                                                                                  | Grand Casino, Biloxi (Mississippi), USA                                                                   | Willie Johnson                                                                                            | Sieg / TKO 2. Runde                                                                                       |
| 1997 | 11. Juli                                                                                                  | Tropicana Hotel & Casino, Las Vegas, USA                                                                  | Cleveland Woods                                                                                           | Sieg / Aufgabe 2. Runde                                                                                   |
| 1997 | 8. August                                                                                                 | Orleans Hotel & Casino, Las Vegas, USA                                                                    | Aaron Conway                                                                                              | Sieg / TKO 1. Runde                                                                                       |
| 1997 | 20. November                                                                                              | Grand Olympic Auditorium, Los Angeles, USA                                                                | John Kiser                                                                                                | Punktsieg (einstimmig) / 8 Runden                                                                         |
| 1997 | 20. Dezember                                                                                              | Spotlight Casino, Coachella, USA                                                                          | Tony LaRosa                                                                                               | Sieg / TKO 1. Runde                                                                                       |
| 1998 | 9. Januar                                                                                                 | Grand Casino, Biloxi (Mississippi), USA                                                                   | Biko Botowamungu                                                                                          | Sieg / TKO 5. Runde                                                                                       |
| 1998 | 28. Februar                                                                                               | Ballys Park Place Hotel Casino, Atlantic City (New Jersey), USA                                           | Artis Pendergrass                                                                                         | Sieg / TKO 1. Runde                                                                                       |
| 1998 | 23. März                                                                                                  | Foxwoods Resort, Connecticut, USA                                                                         | Marselles Brown                                                                                           | Sieg / KO 4. Runde                                                                                        |
| 1998 | 16. Mai                                                                                                   | Bank of America Center, Boise, USA                                                                        | Garing Lane                                                                                               | Punktsieg (einstimmig) / 10 Runden                                                                        |
| 1998 | 14. Juni                                                                                                  | Trump Taj Mahal, Atlantic City (New Jersey), USA                                                          | Louis Monaco                                                                                              | Sieg / KO 2. Runde                                                                                        |
| 1998 | 15. August                                                                                                | Grand Olympic Auditorium, Los Angeles, USA                                                                | Everett Martin                                                                                            | Sieg / TKO 4. Runde                                                                                       |
| 1998 | 3. Oktober                                                                                                | Las Vegas Hilton, Las Vegas, USA                                                                          | Marcus Rhode                                                                                              | Sieg / TKO 1. Runde                                                                                       |
| 1999 | 22. Mai                                                                                                   | Mandalay Bay Resort and Casino, Las Vegas, USA                                                            | Mario Cawley                                                                                              | Sieg / KO 2. Runde                                                                                        |
| 1999 | 17. September                                                                                             | All American Sports Park, Las Vegas, USA                                                                  | Quinn Navarre                                                                                             | Sieg / KO 1. Runde                                                                                        |
| 2000 | 26. Februar                                                                                               | Madison Square Garden, New York City, USA                                                                 | Richard Mason                                                                                             | Punktsieg (einstimmig) / 10 Runden                                                                        |
| 2000 | 6. Mai | Mellon Arena, Pittsburgh (Pennsylvania), USA                                                              | Clifford Etienne                                                                                          | Punktniederlage (einstimmig) / 10 Runden                                                                  |
| 2000 | 24. September                                                                                             | Silver Smith Casino, West Wendover, USA                                                                   | Val Smith                                                                                                 | Sieg / TKO 1. Runde                                                                                       |
| 2000 | 21. Oktober                                                                                               | Cobo Hall, Detroit (Michigan), USA                                                                        | Charles Shufford                                                                                          | Punktniederlage (einstimmig) / 10 Runden                                                                  |
| 2001 | 25. Oktober                                                                                               | Hollywood Park Casino, Inglewood, USA                                                                     | Joey Guy                                                                                                  | Sieg / TKO 1. Runde                                                                                       |
| 2002 | 2. Februar                                                                                                | Sovereign Center, Reading, USA                                                                            | Nate Jones vakante WBO-NABO-Meisterschaft                                                                 | Sieg / TKO 3. Runde                                                                                       |
| 2002 | 27. Juli                                                                                                  | Mandalay Bay Resort and Casino, Las Vegas, USA                                                            | Willie Chapman                                                                                            | Sieg / TKO 6. Runde                                                                                       |
| 2002 | 14. Dezember                                                                                              | Boardwalk Hall, Atlantic City (New Jersey), USA                                                           | Tommy Martin WBO-NABO-Meisterschaft vakante WBC-Continental-Meisterschaft                                 | Sieg / TKO 3. Runde                                                                                       |
| 2003 | 1. März                                                                                                   | Thomas & Mack Center, Las Vegas, USA                                                                      | Joe Lenhart                                                                                               | Sieg / TKO 3. Runde                                                                                       |
| 2004 | 10. April                                                                                                 | Mandalay Bay Resort and Casino, Las Vegas, USA                                                            | Wladimir Klitschko vakante WBO-Weltmeisterschaft                                                          | Sieg / TKO 5. Runde                                                                                       |
| 2004 | 4. September                                                                                              | Mandalay Bay Resort and Casino, Las Vegas, USA                                                            | Kali Meehan WBO-Titelverteidigung                                                                         | Punktsieg (mehrstimmig) / 12 Runden                                                                       |
| 2005 | 21. Mai                                                                                                   | United Center, Chicago, USA                                                                               | Andrzej Gołota WBO-Titelverteidigung                                                                      | Sieg / TKO 1. Runde                                                                                       |
| 2005 | 28. September                                                                                             | Color Line Arena, Hamburg, Deutschland                                                                    | Luan Krasniqi WBO-Titelverteidigung                                                                       | Sieg / TKO 9. Runde                                                                                       |
| 2006 | 1. April                                                                                                  | Wolstein Center, Cleveland (Ohio), USA                                                                    | Sjarhej Ljachowitsch WBO-Titelverteidigung                                                                | Punktniederlage (einstimmig) / 12 Runden                                                                  |
| 2007 | 7. Juli                                                                                                   | Kölnarena, Köln, Deutschland                                                                              | Wladimir Klitschko IBF/IBO-Weltmeisterschaft                                                              | Niederlage / Aufgabe 6. Runde                                                                             |
| 2008 | 30. August                                                                                                | Cincinnati Gardens, Cincinnati (Ohio), USA                                                                | Danny Batchelder vakante WBA-NABA-Meisterschaft                                                           | Sieg / KO 5. Runde                                                                                        |
| 2009 | 14. März                                                                                                  | Ostseehalle Kiel, Kiel, Deutschland                                                                       | Michael Sprott                                                                                            | Punktsieg (einstimmig) / 8 Runden                                                                         |
| 2009 | 29. August                                                                                                | Gerry-Weber-Stadion, Halle (Westf.), Deutschland                                                          | Gbenga Oluokun                                                                                            | Punktniederlage (einstimmig) / 8 Runden                                                                   |
| 2010 | 30. Januar                                                                                                | Jahnsportforum, Neubrandenburg, Deutschland                                                               | Robert Helenius                                                                                           | Niederlage / TKO 8. Runde                                                                                 |